# Fuentes Wallace de la plaza Louis-Lépine
Las fuentes Wallaces de la plaza Louis-Lépine son dos fuentes de agua potable ubicadas en París, Francia.

## Ubicación
Están ubicadas en Place Louis-Lépine, en la Île de la Cité en el IV Distrito de París. Ocupan dos lugares en el centro de la plaza, a lo largo del callejón Célestin-Hennion, entre dos pabellones del mercado de las flores. Uno de los dos se sitúa en el lado oeste de la reserva central de la plaza, en el lado más cercano al patio comercial; el otro está situado en el lado este, en dirección al Hôtel-Dieu. Las dos fuentes están separadas por unos pocos metros.

## Descripción
Ambas fuentes corresponden al modelo estándar de fuentes Wallace . Se trata de santuarios de agua potable de hierro fundido de 2,71 m de altura.
Aunque hay muchas fuentes Wallace instaladas en Francia, incluidas más de cien en París, los ejemplos en Place Louis-Lépine son los únicos protegidos como monumentos históricos . La plaza también cuenta con dos tomas de agua más pequeñas , tipo Wallace, en el borde del Quai de la Corse, que no se ven afectadas por esta protección.

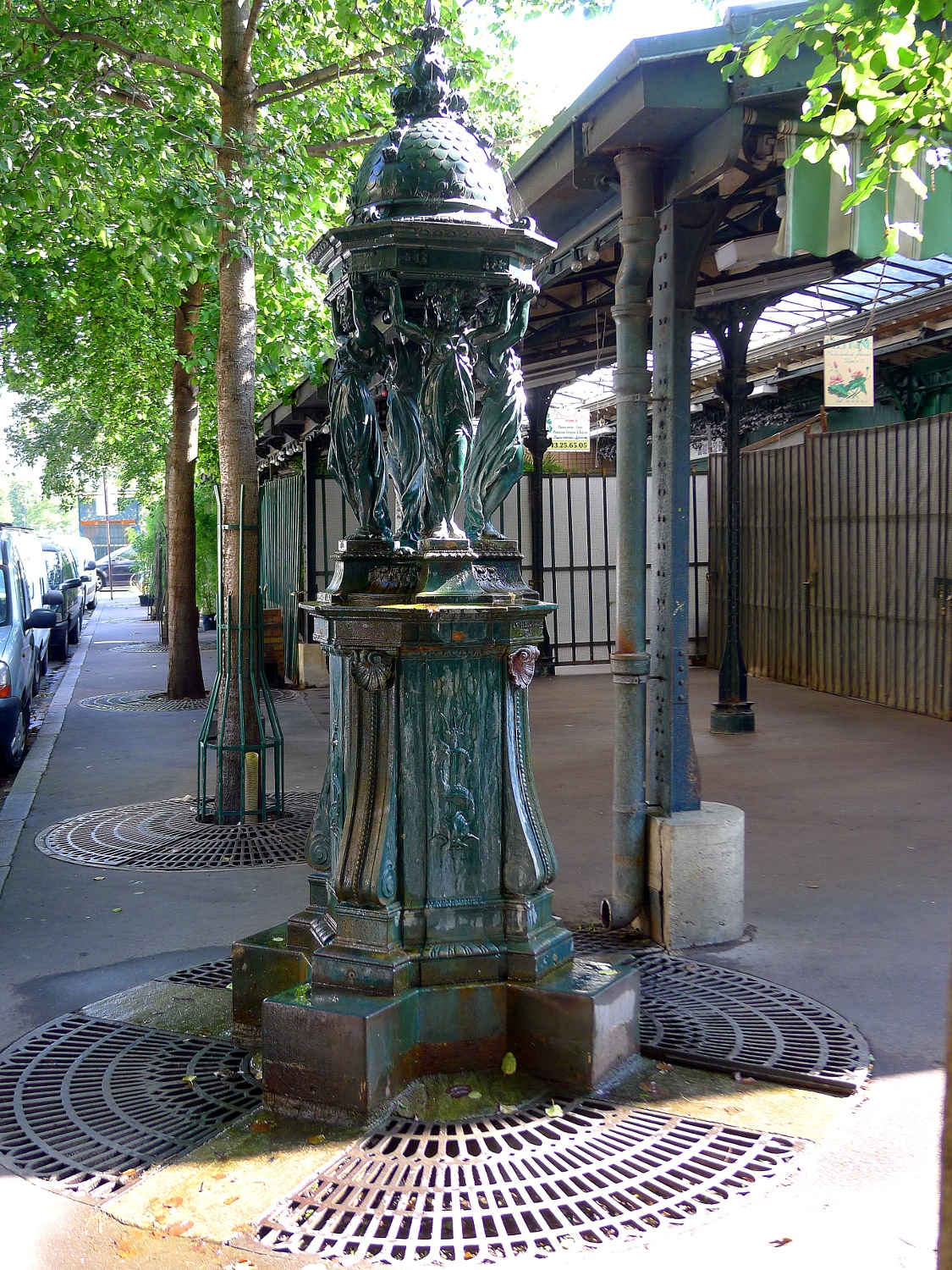
fuente occidental.
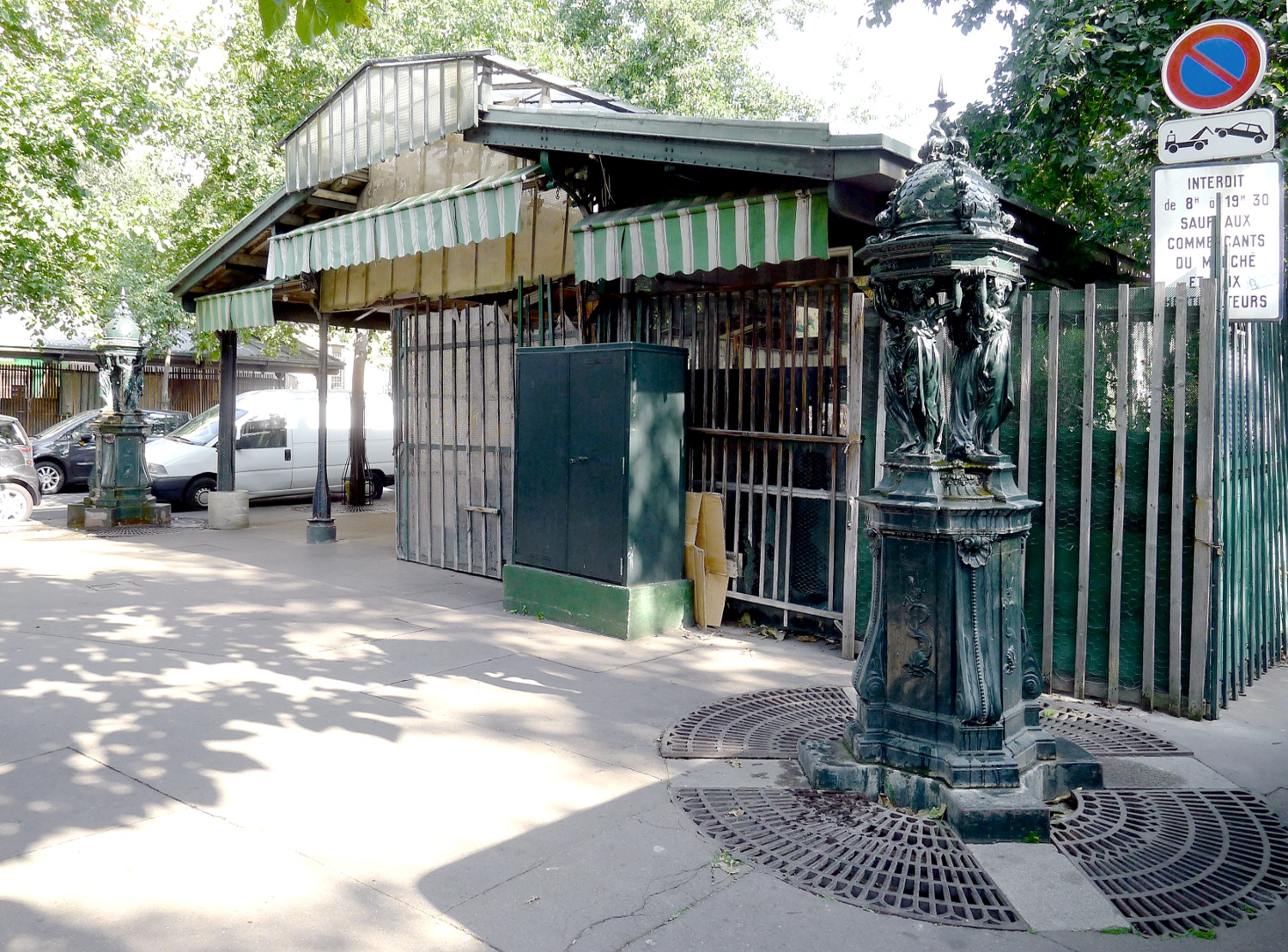
Las dos fuentes.
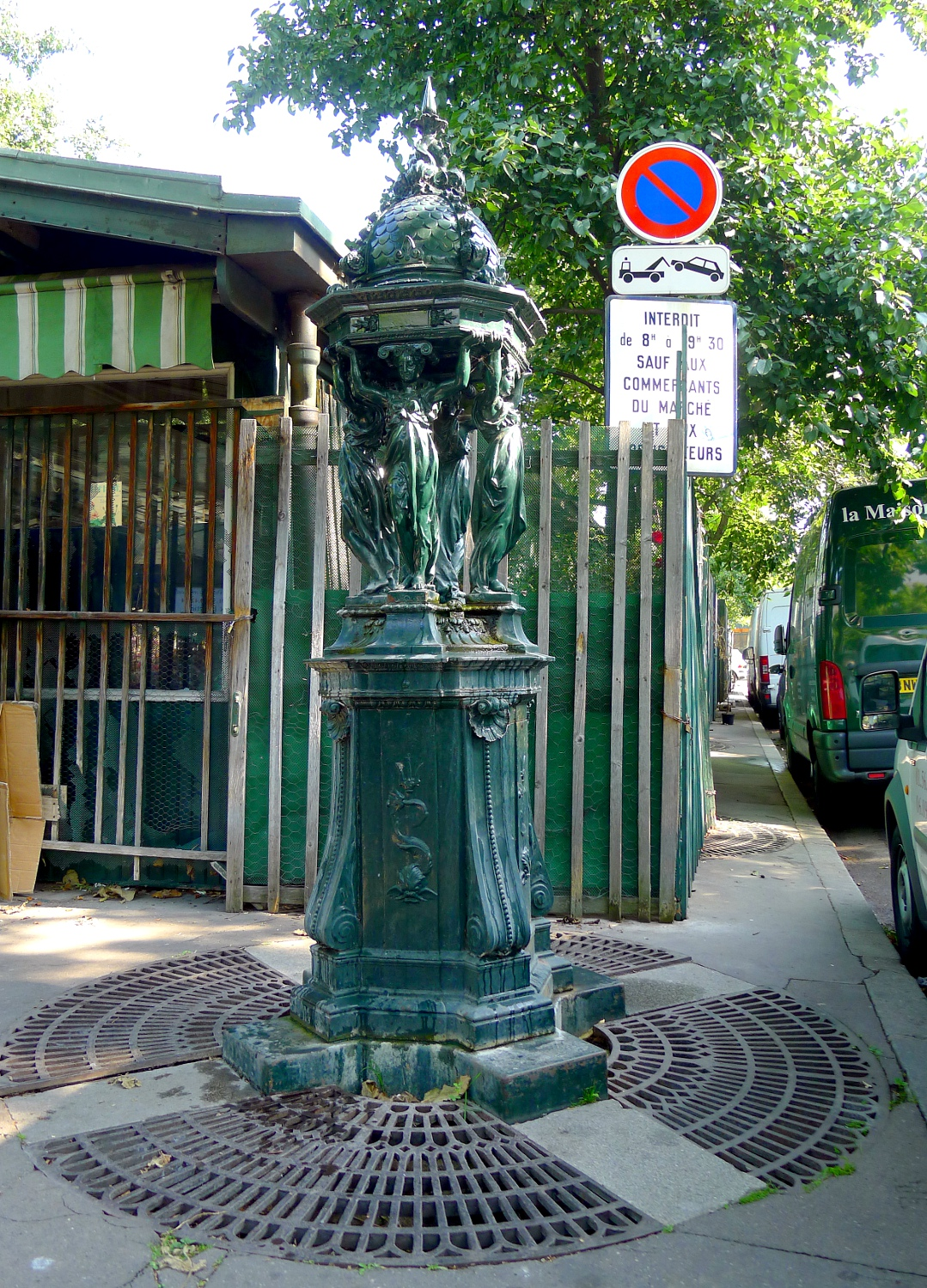
fuente oriental.

## Historia
Se dice que ambas fuentes se instalaron en la década de 1870, como la mayoría de las otras fuentes de Wallace en París. están firmados" CH. LEBURGO SC y aparece la fecha 1872. Sin embargo, las fotos y los dibujos de este período muestran fuentes circulares y ninguna fuente Wallace. ; además, el Atlas municipal de las aguas de la ciudad de París de 1893 no las menciona. En un artículo publicado en 1912, Le Gaulois indicaba que se iban a instalar dos fuentes Wallace.
Los edículos fueron registrados como monumentos históricos en 1970